# Masashi Motoyama
Masashi Motoyama (本山 雅志?, Motoyama Masashi; Kitakyūshū, 20 giugno 1979) è un ex calciatore giapponese, di ruolo centrocampista.
Ha vinto la Coppa d'Asia 2004.

## Statistiche

### Cronologia presenze e reti in nazionale
| Cronologia completa delle presenze e delle reti in nazionale ― Giappone olimpica | Cronologia completa delle presenze e delle reti in nazionale ― Giappone olimpica | Cronologia completa delle presenze e delle reti in nazionale ― Giappone olimpica | Cronologia completa delle presenze e delle reti in nazionale ― Giappone olimpica | Cronologia completa delle presenze e delle reti in nazionale ― Giappone olimpica | Cronologia completa delle presenze e delle reti in nazionale ― Giappone olimpica | Cronologia completa delle presenze e delle reti in nazionale ― Giappone olimpica | Cronologia completa delle presenze e delle reti in nazionale ― Giappone olimpica |
| Data                                                                             | Città                                                                            | In casa                                                                          | Risultato                                                                        | Ospiti                                                                           | Competizione                                                                     | Reti                                                                             | Note                                                                             |
| -------------------------------------------------------------------------------- | -------------------------------------------------------------------------------- | -------------------------------------------------------------------------------- | -------------------------------------------------------------------------------- | -------------------------------------------------------------------------------- | -------------------------------------------------------------------------------- | -------------------------------------------------------------------------------- | -------------------------------------------------------------------------------- |
| 14-9-2000                                                                        | Canberra                                                                         | Sudafrica olimpica                                                               | 1 – 2                                                                            | Giappone olimpica                                                                | Olimpiadi 2000 - 1º turno                                                        | -                                                                                | 79’                                                                              |
| 17-9-2000                                                                        | Canberra                                                                         | Slovacchia olimpica                                                              | 1 – 2                                                                            | Giappone olimpica                                                                | Olimpiadi 2000 - 1º turno                                                        | -                                                                                | 79’                                                                              |
| 20-9-2000                                                                        | Brisbane                                                                         | Brasile olimpica                                                                 | 1 – 0                                                                            | Giappone olimpica                                                                | Olimpiadi 2000 - 1º turno                                                        | -                                                                                | 90+2’                                                                            |
| Totale                                                                           |                                                                                  | Presenze                                                                         | 3                                                                                |                                                                                  | Reti                                                                             | 0                                                                                |                                                                                  |

## Palmarès

### Competizioni nazionali
- Campionato giapponese: 6

Kashima Antlers: 1998, 2000, 2001, 2007, 2008, 2009

### Competizioni internazionali
- Coppa Suruga Bank: 2

Kashima Antlers: 2012, 2013

### Nazionale
- Coppa d'Asia: 1

2004